# Flüchtlingshilfe Liechtenstein
Die Flüchtlingshilfe Liechtenstein (FHL) ist ein gemeinnütziger Verein mit Sitz in Liechtenstein, der sich politisch und konfessionell unabhängig für Flüchtlinge einsetzt. Der Verein ist nach der Asylverordnung Liechtensteins eine zentrale Instanz der Flüchtlingshilfe, die landesweit für bestimmte Aspekte des Asylverfahrens zuständig ist.

## Ziele
Die Flüchtlingshilfe Liechtenstein beschreibt ihre Ziele mit folgenden Worten:
„Die Flüchtlingshilfe Liechtenstein (FHL) ist ein gemeinnütziger Verein und steht ein für den Schutz von Flüchtlingen und Schutzbedürftigen, für Respekt, Offenheit und Toleranz gegenüber Menschen, die in Liechtenstein um Aufnahme ersuchen.
Die Flüchtlingshilfe setzt sich ein für die Verwirklichung der Grund- und Menschenrechte und die Einhaltung der Genfer Flüchtlingskonvention.
Mit unserem Engagement wollen wir einen Beitrag leisten zur Stärkung der Solidarität mit allen von Flucht, Folter, Vertreibung, Not und Fremdenfeindlichkeit betroffenen Menschen dieser Welt.“

## Aufgaben
Die Flüchtlingshilfe Liechtenstein betreut und informiert Asylsuchende und unterstützt sie auch gegenüber Behörden und der Öffentlichkeit. Unter anderem unterstützt sie sie bei der Ausreise, Rückkehr und Wiedereingliederung ebenso wie bei der Gründung eines eigenen Haushaltes in Liechtenstein. Sie fördert außerdem Flüchtlingsprojekte im In- und Ausland.
Insbesondere ist die FHL für die Unterbringung und Betreuung von Asylsuchenden im Aufnahmezentrum in Vaduz und in anderen vom Staat zur Verfügung gestellten Unterkünften zuständig.
Die Asylverordnung (AsylV) vom 29. Mai 2012 schreibt der Flüchtlingshilfe Liechtenstein bestimmte Aufgaben vor. So werden unbegleitete minderjährige Asylsuchende über 16 Jahren von der FHL betreut, sofern das Amt für Soziale Dienste keine Einwände erhebt (§ 9 AsylV). Die in ihr zusammengeschlossenen Flüchtlingswerke gelten als anerkannte Hilfewerke gemäß § 19 Abs. 1 AsylG (§ 11 AsylV). Im Falle des Untertauchens eines Flüchtlings hat die FHL dem Ausländer- und Passamt unverzüglich Mitteilung zu geben (§ 20 AsylV).
Die FHL hat die Pflicht, Asylsuchende und vorläufig Aufgenommene in Zusammenarbeit mit dem Ausländer- und Passamt über Möglichkeiten der Integration zu informieren (§ 24 AsylV) und ist involviert in die Auszahlung von Fürsorgeleistungen nach § 54 Abs. 2 AsylG (§ 30 AsylV), die Kostenübernahme für zahnärztliche Behandlungen (§ 31 AsylV) und der Übernahme der Kosten für Ein- und Ausreise (§ 35 AsylV).